# ふくやま美術館
ふくやま美術館（ふくやまびじゅつかん）は広島県福山市西町二丁目にある美術館。地域の芸術文化振興を目的として、1988年11月に開館した。

## 概要
福山市広域圏・瀬戸内圏ゆかり作家、日本の近・現代美術、ヨーロッパ近現代の美術品および美術関連資料の収集・保管・展示・調査研究・普及活動を行っている。福山城内に連続するように立地しているが、これは館が城の外堀を埋め立てた場所に建てられ庭園が外堀跡および市史跡である小丸山の一部を破壊して造られているためである。このため福山城天守を借景とした独特の眺望を醸成し1996年度に「都市景観100選」に選ばれている。

## 所蔵作品
福山市広域圏関連作家の作品
- 藤井松林 「百花百鳥之図」 1889年
- 羽田桂舟 「秋景煎茶図」
- 福田恵一 「安養」1926年
- 吉田卓 「羽扇を持てる裸婦」1926年
- 大村廣陽 「雪」1929年
- 金島桂華 「魚心暖冬」1936年
- 塩出英雄 「茶庭」1936年
- 奥田元宋 「若葉の頃」1946年

瀬戸内圏関連作家の作品

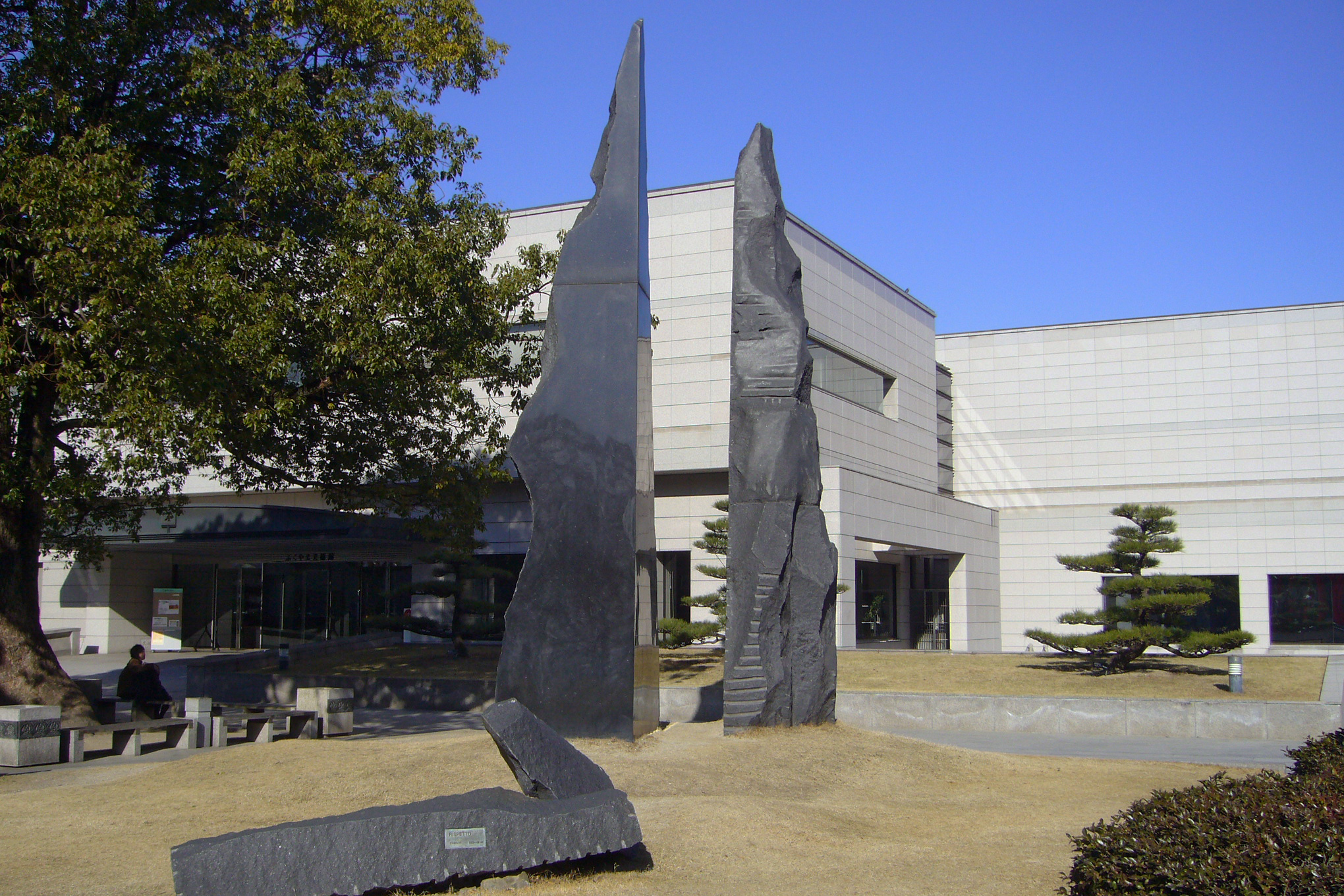
玄関前の杭谷一東「RISPETTO」

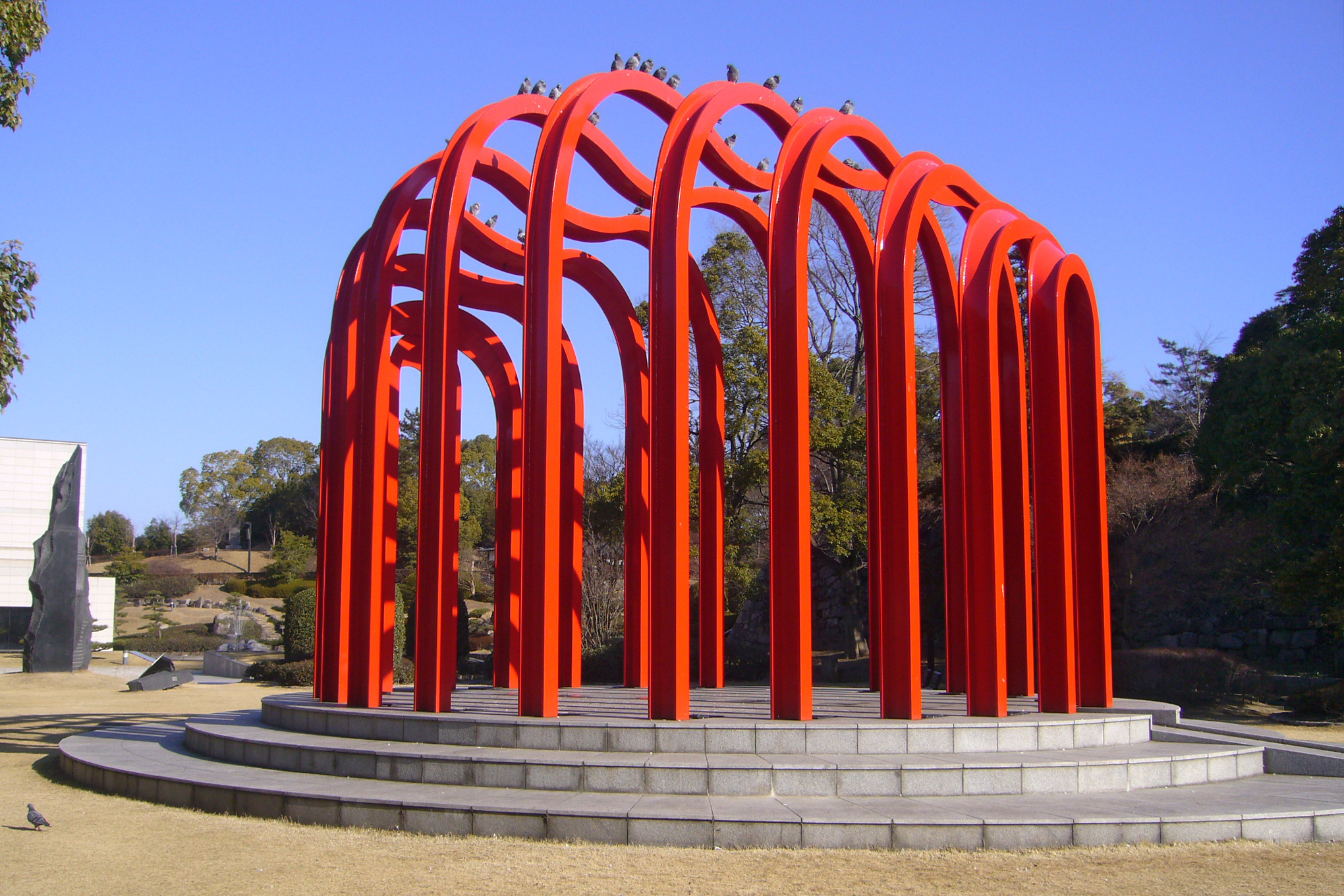
前庭の「愛のアーチ」

- 白瀧幾之助 「帽子の婦人像」 1905-10年
- 池田遥邨 「みなとの曇り日」1914年
- 南薫造 「夏」1919年
- 吉田博 「鞆之浦」1930年
- 児玉希望 「暮春」1932年
- 吉原英雄 「イワンの馬鹿」1955年
- 平櫛田中 「寿星」1962年

日本の近・現代美術の作品
- 岸田劉生 「静物(赤き林檎二個とビンと茶碗と湯呑)」1917年
- 北大路魯山人 「金銀彩武蔵野鉢」1925-31年
- 熊谷守一 「女の顔」1931年
- 須田国太郎 「冬の漁村」1937年
- 山口長男 「堰」1959年
- 靉嘔 「Violin on the chair」1967年

イタリアを中心とする20 世紀ヨーロッパ美術の作品
- ジョヴァンニ・セガンティーニ 「婦人像」1883-84年
- ジャコモ・バッラ 「輪を持つ女の子」1915年
- アルベール・マルケ 「停泊船、曇り空」1922年
- ジョルジョ・デ・キリコ 「広場での二人の哲学者の遭遇」1972年
- ソーニャ・ドローネー 「色彩のリズム」1953年
- ボッチォーニ 「カフェの男の習作」1914年
- メダルド・ロッソ 「門番の女性」1883年

刀剣（小松コレクション）
福山市名誉市民でエフピコ創業者の小松安弘の収集品。同人の没後、2018年11月に所有者の株式会社小松安弘興産から福山市に寄贈された。これにより本館が所蔵する国宝の日本刀は7口となり、国宝19口を所蔵する東京国立博物館に次ぎ徳川美術館と同数の2位となった。
- 太刀 銘則房（国宝）
- 太刀 銘筑州住左（江雪左文字）（国宝）
- 短刀 銘国光（名物会津新藤五）（国宝）
- 太刀 銘正恒（国宝）
- 短刀 銘左 筑州住（じゅらく（太閤左文字））（国宝）
- 太刀 銘国宗（国宝）
- 太刀 銘吉房（国宝）
- 太刀 銘国清（重要文化財）
- 太刀 銘備州長船兼光 延文三年二月日（重要文化財）
- 短刀 銘光包（重要文化財）
- 太刀 銘備前国住長船盛景（重要文化財）
- 短刀 朱銘貞宗（名物朱判貞宗）（重要文化財）
- 刀 無銘 伝 来国光（重要文化財）
- 刀 無銘 伝 長義（特別重要刀剣）

## 施設
1F
- ギャラリー
- 企画展示室
- ホール
- 喫茶室

2F
- 常設展示室1、2、3
- 図書室
- デッサン室
- 工芸・版画室
- 講義室

なお、2020年（令和2年）12月8日にふくやま書道美術館がふくやま美術館2階に移転している。

## 建築概要
- 設計 - 佐藤総合計画
- 竣工 - 1988年
- 構造 - SRC造、一部RC造
- 規模 - 地下1階 地上2階
- 敷地面積 - 109,790m2
- 建築面積 - 3,310.64m2
- 延床面積 - 7,007.31m2
- 所在地 - 〒720-0067 広島県福山市西町2-4-3

## 開館時間・休館日
- 開館時間 - 9:30～17:00
- 休館日 - 月曜日（祝休日の場合、翌日）、年末年始

## 交通アクセス
- JR山陽新幹線および山陽本線 福山駅 徒歩5分

## 周辺情報
- 福山城
- 広島県立歴史博物館
- ふくやま文学館
- 福山市人権平和資料館
- 福山市武道館
- 福山八幡宮
- 備後護国神社
- 三蔵稲荷神社
- 福寿会館